# Psykosyntese
Psykosyntesen er en terapiform og alternativ psykologisk teori med hovedvægt på en spirituel tilgang til mennesket. Psykosyntesen blev udviklet af den italienske psykiater Roberto Assagioli i starten af 1900-tallet, delvist med inspiration fra Freuds psykoanalyse, som Assagioli dog anså for at have en for begrænset og for materialistisk tilgang til mennesket. Psykosyntese er beslægtet med den langt mere kendte jungianske dybdepsykologi, og Jung brød med Freud af samme årsager som Assagioli. Psykosyntese regnes i dag for at tilhøre feltet transpersonlig psykologi, som ikke nyder høj status i mainstream psykologi eller akademiske kredse, hvor et spirituelt menneskesyn anses for at være uvidenskabeligt. Assagioli selv hævdede dog at arbejde på videnskabeligt grundlag.

## Teoretisk overblik
Psykosyntesen betoner, at mennesket – udover sine driftsmæssige instinkter – også indeholder højere etiske, æstetiske og spirituelle potentialer, og opfatter derfor sig selv som en mere helhedsorienteret psykologi end de mere fremherskende psykologiske retninger.
Psykosyntesen anser det for at være et af sine mål, at lære mennesker at samle og koordinere deres såvel driftsmæssige som transpersonlige kvaliteter i en helstøbt personlighed. Dette skal ske ved at styrke kontakten til individets sande identitet, det bevidste selv og sjælen, hvorved personen kan opnå evne til at mestre sig selv. Psykosyntesen definerer Selvet som menneskets indre kerne af "ren bevidsthed og vilje". 
Psykosyntesen forsøger gennem en række psykoterapeutiske og spirituelle teknikker at kontakte og forløse de ubevidste komplekser og fortrængninger, såvel som højere intuitive og kreative potentialer. Ifølge psykosyntesen er det først, når man har erkendt og integreret sine skyggesider, at man kan skabe bund for at højere transpersonlige kvaliteter kan udfolde sig. Det er denne integration mellem de spirituelle og personlige kvaliteter i den menneskelige psyke, som teoriens tilhængere definerer som psykosyntese. Integrationen omtales sommetider også som en heling af splittelsen eller det at hele splittelsen i psyke og verden. 

## Mål og hovedprincipper
Roberto Assagioli beskriver den individuelle psykosynteses to mål og hovedprincipper således i "Notes on Education": 
1. Integrationen af personligheden: 
  - Udvikling af alle personens psykologiske funktioner i velafbalancerede proportioner (sanser, følelser, tanker, forestillingsevne, intuition, vilje osv.) Dette kræver en træning og aktivering af underudviklede funktioner og kontrol med overudviklede funktioner. Det skal bemærkes at kontrol ikke betyder undertrykkelse, men blot viis beherskelse og brug.
  - Koordinering og organisering af disse funktioner til en harmonisk aktivitet. Speciel opmærksomhed skal gives til genoplivning af eksisterende kvaliteter og energier fra det overbevidste område og selvets rette anvendelse af dem. Dette er i overensstemmelse med den brede og inklusive opfattelse af det ”spirituelle”. Værdien af det spirituelle er unødvendigt at forklare, men udviklingen og brugen af det er nødvendig af mange årsager. Først for at udfylde tomrummet efter de institutionelle religioners forsvinden og deres doktriner. For det andet for at dokumentere eksistensen af en indre inspirations kilde til rådighed for alle. Til sidst og ikke mindst for at give en gyldig og videnskabelig fortolkning af religiøse, æstetiske og illuminative oplevelser.
2. At opdage og opnå bevidsthed om det indre center af selvidentitet og den aktive anvendelse af dens kraft, især ved hjælp af den vigtigste kraft – viljen for at opnå indre integration og for at skabe effektiv ydre handling. Dette center bliver først erfaret som et personligt, bevidst selv, men senere bliver det erkendt som en refleksion af det højere spirituelle Selv, altid tilstede, selvom man ikke er bevidst om det som toppunktet af det overbevidste niveau.